# Crown Magnetic
Crown Magnetic war eine US-amerikanische Automarke.

## Markengeschichte
Die Owen Magnetic Motor Car Corporation aus Wilkes-Barre in Pennsylvania erhielt 1920 einen Großauftrag über 500 Fahrgestelle vom Exporteur J. L. Crown. Der Plan war, die Fahrgestelle nach England zu exportieren. Le Grice Elers Ltd. aus London sollte sie verkaufen. Vom November 1920 ist eine ganzseitige Anzeige überliefert. Der Markenname lautete Crown Magnetic. 1922 kam das Ende. Insgesamt entstanden etwa 20 Fahrzeuge.

## Fahrzeuge
Die Fahrzeuge hatten einen Sechszylindermotor mit OHV-Ventilsteuerung und 6864 cm³ Hubraum. Das reine Fahrgestell kostete 1950 Pfund. Britische Karosseriehersteller fertigten die Karosserien. Viersitzige Tourenwagen sind überliefert. Ein Fahrzeug trug das britische Kennzeichen MB 1623.